# Alegeri locale în România, 1930
Alegerile locale din 1930 au avut loc pe 5 februarie 1930. La aceste alegeri, femeile au putut vota pentru prima dată în istoria României. Constitiția din 1938 a extins dreptul de vot pentru toate femeile știutoare de carte. Cu această ocazie au fost alese trei femei primar:  Luiza Zavloschi din Buda, jud. Vaslui, Elena Eisenberg din Cobia, jud. Dâmbovița și Marilena Bocu din Lipova, jud. Arad precum și mai multe consiliere comunale, municipale și județene.

## Rezultate
Total mandate - 2364
PNȚ                1933     81,77%
PNL                  316     13,67%
Disid. liberală       7       0,30%
Dr. Lupu               8       0,34%
Averescanii          9       0,38%
Social-democr.     11      0,47%
Part. maghiar       70      2,69%
Germanii              10      0,42%

## Condiții pentru a putea vota pentru femei
Femeile care puteau vota erau din mai multe categorii.
- absolventele de învățământ secundar, normal sau profesional, ciclul inferior;
- funcționarele de stat, județ sau comună;
-  femeile care fuseseră decorate pentru activitatea depusă în timpul Primului Război Mondial;
- văduvele de război;
- cele care conduceau societăți culturale, filantropice sau de asistență, la momentul intrării în vigoare a legii.
Totuși, din cele 15.000 de femei care ar fi putut vota, numai 3.000 (sub 0,1% din numărul total de femei) și-au exercitat dreptul de vot.